# Държавен банкрут
Държавният банкрут е неуспехът или отказът на дадена държава да изплаща изцяло своите дългове. Спирането на дължимите плащания може да бъде съпътствано от формална декларация или да остане необявено. Ако потенциалните заемодатели смятат, че рискът дадена държава да изпадне в банкрут е голям, те могат да изискват повишени лихви като компенсация за този риск – такова рязко нарастване на лихвите се нарича дългова криза.

## Причини
Държавен банкрут обикновено се случват при някои или всички от следните обстоятелства:
- Влошаване на глобалните капиталови потоци
- Неразумно кредитиране
- Кредити с измама
- Прекомерни външни дългове
- Лоша кредитна история
- Непродуктивно кредитиране
- Риск от преобръщане на икономиката
- Ниски приходи
- Нарастващи лихвени проценти
- Терминален дълг